# Oyakjung
Oyakjung – gaun wikas samiti we wschodniej części Nepalu w strefie Kośi w dystrykcie Terhathum. Według nepalskiego spisu powszechnego z 2001 roku liczył on 937 gospodarstw domowych i 5225 mieszkańców (2649 kobiet i 2576 mężczyzn).